# Hélio Rubens
Hélio Rubens Garcia (Franca, 2 de setembro de 1940) é um ex-basquetebolista e ex-treinador brasileiro de basquete. É pai do atual técnico do Franca Basquete, Helinho.

## Biografia
Hélio Rubens Garcia iniciou a carreira no Franca Basquete (à época Clube dos Bagres), onde jogou até 1984, se aposentando aos 43 anos, quando também já exercia a função de técnico do time. Como jogador, disputou os Mundiais em que a seleção brasileira foi medalha de bronze, no Uruguai (1967); vice-campeã, na Iugoslávia (1970); e bronze novamente, nas Filipinas (1978). Tem a medalha de ouro ganha do Pan-Americano de Cali (1971). Também esteve em dois Jogos Olímpicos.
Como treinador da seleção brasileira comandou 96 partidas (64 vitórias e 32 derrotas) em 12 competições oficiais – foi campeão pan-americano nos Jogos de Winnipeg em 1999.
Hélio Rubens tem 14 títulos brasileiros no currículo, sendo cinco como jogador e nove como treinador (duas à frente do Vasco da Gama, uma com o Unitri/Uberlândia e as demais com o Franca), sendo o maior vencedor da história do Campeonato Brasileiro de Basquete.
Como técnico passou por alguns clubes: Franca BC (1993–2000), Vasco da Gama (2000–2002), Unitri/Uberlândia (2003–2005), Franca BC (2006–2012), Unitri/Uberlândia (2013–2014).
Após encerrar sua segunda passagem pelo Unitri/Uberlândia, no início de 2014, se aposentou.

## Principais títulos como jogador

### Franca
- Campeonato Sul-Americano de Clubes: 4 vezes (1974, 1975, 1977 e 1980).
- Campeonato Brasileiro: 5 vezes (1971, 1974, 1975, 1980 e 1981).
- Campeonato Paulista: 4 vezes (1973, 1975, 1976 e 1977).
- Campeonato do Interior: 12 vezes (1962, 1963, 1964, 1965, 1966, 1967, 1968, 1971, 1972, 1975, 1976 e 1977).

### Seleção Brasileira
- Jogos Pan-Americanos: 1971.
- Campeonato Sul-Americano: 4 vezes (1968, 1971, 1973 e 1977).

## Principais títulos como técnico

### Franca
- Campeonato Pan-Americano de Clubes: 4 vezes (1993, 1994, 1997 e 1999).
- Campeonato Sul-Americano de Clubes: 2 vezes (1990 e 1991).
- Campeonato Brasileiro: 6 vezes (1990, 1991, 1993, 1997, 1998 e 1999).
- Campeonato Paulista: 6 vezes (1988, 1990, 1992, 1997, 2006 e 2007).

### Vasco da Gama
- Liga Sul-Americana: 2000.
- Campeonato Brasileiro: 2 vezes (2000 e 2001).
- Campeonato Carioca: 2 vezes (2000 e 2001).

### Unitri/Uberlândia
- Liga Sul-Americana: 2005.
- Campeonato Brasileiro: 2004.
- Campeonato Mineiro: 4 vezes (2003, 2004, 2012 e 2013).

### Seleção Brasileira
- Jogos Pan-Americanos: 1999.
- Campeonato Sul-Americano: 2 vezes (1989 e 1999).